# ARMC5
ARMC5‏ (Armadillo repeat containing 5) هوَ بروتين يُشَفر بواسطة جين ARMC5 في الإنسان.